# 项坤三
项坤三（1936年2月21日—），祖籍浙江杭州，出生于天津，糖尿病专家，中国工程院院士。
项坤三早年曾就读于上海市南洋模范中学、华东师范大学附属中学。后考入上海第一医学院。1958年毕业后到天津市中心医院任内科医生。此后曾回到上海第一医学院攻读内分泌代谢专业研究生，师从著名内分泌专家钟学礼，但因文革的影响而中断学业。后长期在上海市第六人民医院工作。1988年起在中国首先开始糖尿病分子病因学系列研究，发现了多种类型的中国人单基因糖尿病患者家系，并建立了中国最大的中国人糖尿病家系库。1994年起他又开始从事与2型糖尿病有关的肥胖病和代谢综合征的研究。2003年当选中国工程院院士。
他还曾担任过中华医学会糖尿病学分会主任委员、名誉主任委员，上海市糖尿病临床医学中心主任、名誉主任，上海市糖尿病研究所所长、名誉所长，亚洲分子糖尿病研究会副主席等职。